# Hockey su prato ai Giochi della XX Olimpiade
Il torneo di hockey su prato della XX Olimpiade si tenne a Monaco di Baviera tra il 27 agosto e il 4 settembre; solamente maschile, vide partecipare 16 squadre nazionali e fu vinto dalla Germania Ovest che, nella finale disputata il 10 settembre 1972 batté i campioni uscenti del Pakistan per 1-0.

## Formula
La formula prevedeva la suddivisione delle 16 squadre in due gruppi con girone all'italiana.
La prima e la seconda classificata si incontrarono nelle semifinali per decidere il podio.
La terza e la quarta classificata si incontrarono nelle semifinali per la classifica dal quinto all'ottavo posto.
Le quinte classificate si incontrarono per il nono posto. Le seste per l'undicesimo e così per le altre.

## Squadre partecipanti
| Gruppo A                                                                                | Gruppo B                                                                                      |
| --------------------------------------------------------------------------------------- | --------------------------------------------------------------------------------------------- |
| - Argentina - Belgio - Francia - Germania Ovest - Malaysia - Pakistan - Spagna - Uganda | - Australia - Gran Bretagna - India - Kenya - Messico - Nuova Zelanda - Paesi Bassi - Polonia |

## Risultati

### Fase preliminare
|  | Qualificate alle semifinali.           |
|  | Qualificate al torneo per il 5º posto. |

#### Gruppo A
| Data             | Squadra1       | Ris   | Squadra2  |
| ---------------- | -------------- | ----- | --------- |
| 27 agosto 1972   | Germania Ovest | 5 - 1 | Belgio    |
| 27 agosto 1972   | Pakistan       | 3 - 0 | Francia   |
| 27 agosto 1972   | Malaysia       | 3 - 1 | Uganda    |
| 27 agosto 1972   | Spagna         | 1 - 1 | Argentina |
| 28 agosto 1972   | Germania Ovest | 1 - 0 | Malaysia  |
| 28 agosto 1972   | Belgio         | 1 - 1 | Argentina |
| 28 agosto 1972   | Pakistan       | 1 - 1 | Spagna    |
| 28 agosto 1972   | Francia        | 3 - 1 | Uganda    |
| 29 agosto 1972   | Spagna         | 0 - 0 | Malaysia  |
| 29 agosto 1972   | Belgio         | 1 - 0 | Francia   |
| 29 agosto 1972   | Pakistan       | 3 - 1 | Uganda    |
| 29 agosto 1972   | Germania Ovest | 2 - 1 | Argentina |
| 31 agosto 1972   | Germania Ovest | 2 - 1 | Pakistan  |
| 31 agosto 1972   | Argentina      | 0 - 0 | Uganda    |
| 31 agosto 1972   | Spagna         | 1 - 0 | Belgio    |
| 31 agosto 1972   | Malaysia       | 1 - 0 | Francia   |
| 1 settembre 1972 | Spagna         | 3 - 2 | Francia   |
| 1 settembre 1972 | Pakistan       | 3 - 1 | Argentina |
| 1 settembre 1972 | Germania Ovest | 1 - 1 | Uganda    |
| 1 settembre 1972 | Malaysia       | 4 - 2 | Belgio    |
| 3 settembre 1972 | Germania Ovest | 2 - 1 | Spagna    |
| 3 settembre 1972 | Pakistan       | 3 - 0 | Malaysia  |
| 3 settembre 1972 | Francia        | 1 - 0 | Argentina |
| 3 settembre 1972 | Belgio         | 2 - 0 | Uganda    |
| 4 settembre 1972 | Spagna         | 2 - 2 | Uganda    |
| 4 settembre 1972 | Pakistan       | 3 - 1 | Belgio    |
| 4 settembre 1972 | Germania Ovest | 4 - 0 | Francia   |
| 4 settembre 1972 | Malaysia       | 1 - 0 | Argentina |

Classifica
| POS. | Squadra        | P.ti | G | V | N | P | GF | GS | DG  |
| ---- | -------------- | ---- | - | - | - | - | -- | -- | --- |
| 1°   | Germania Ovest | 13   | 7 | 6 | 1 | 0 | 17 | 5  | +12 |
| 2°   | Pakistan       | 11   | 7 | 5 | 1 | 1 | 17 | 6  | +11 |
| 3°   | Malaysia       | 9    | 7 | 4 | 1 | 2 | 9  | 7  | +2  |
| 4°   | Spagna         | 8    | 7 | 2 | 4 | 1 | 9  | 8  | +1  |
| 5°   | Belgio         | 5    | 7 | 2 | 1 | 4 | 8  | 14 | -6  |
| 6°   | Francia        | 4    | 7 | 2 | 0 | 5 | 6  | 13 | -7  |
| 7°   | Argentina      | 3    | 7 | 0 | 3 | 4 | 4  | 9  | -5  |
| 8°   | Uganda         | 3    | 7 | 0 | 3 | 4 | 6  | 14 | -8  |

#### Gruppo
| Data             | Squadra1      | Ris    | Squadra2      |
| ---------------- | ------------- | ------ | ------------- |
| 27 agosto 1972   | India         | 1 - 1  | Paesi Bassi   |
| 27 agosto 1972   | Polonia       | 1 - 0  | Kenya         |
| 27 agosto 1972   | Australia     | 0 - 0  | Nuova Zelanda |
| 27 agosto 1972   | Gran Bretagna | 6 - 0  | Messico       |
| 28 agosto 1972   | Australia     | 3 - 1  | Kenya         |
| 28 agosto 1972   | Nuova Zelanda | 7 - 0  | Messico       |
| 28 agosto 1972   | India         | 5 - 0  | Gran Bretagna |
| 28 agosto 1972   | Paesi Bassi   | 4 - 2  | Polonia       |
| 30 agosto 1972   | Polonia       | 3 - 0  | Messico       |
| 30 agosto 1972   | Paesi Bassi   | 5 - 1  | Kenya         |
| 30 agosto 1972   | Nuova Zelanda | 2 - 1  | Gran Bretagna |
| 30 agosto 1972   | India         | 3 - 1  | Australia     |
| 31 agosto 1972   | Gran Bretagna | 2 - 0  | Kenya         |
| 31 agosto 1972   | India         | 2 - 2  | Polonia       |
| 31 agosto 1972   | Paesi Bassi   | 2 - 0  | Nuova Zelanda |
| 31 agosto 1972   | Australia     | 10 - 0 | Messico       |
| 2 settembre 1972 | India         | 3 - 2  | Kenya         |
| 2 settembre 1972 | Nuova Zelanda | 3 - 3  | Polonia       |
| 2 settembre 1972 | Australia     | 1 - 1  | Gran Bretagna |
| 2 settembre 1972 | Paesi Bassi   | 4 - 0  | Messico       |
| 3 settembre 1972 | Gran Bretagna | 3 - 1  | Paesi Bassi   |
| 3 settembre 1972 | Australia     | 1 - 0  | Polonia       |
| 3 settembre 1972 | India         | 8 - 0  | Messico       |
| 3 settembre 1972 | Nuova Zelanda | 2 - 2  | Kenya         |
| 4 settembre 1972 | Paesi Bassi   | 3 - 2  | Australia     |
| 4 settembre 1972 | Kenya         | 2 - 1  | Messico       |
| 4 settembre 1972 | India         | 3 - 2  | Nuova Zelanda |
| 4 settembre 1972 | Gran Bretagna | 2 - 1  | Polonia       |

Classifica
| POS. | Squadra       | P.ti | G | V | N | P | GF | GS | DG  |
| ---- | ------------- | ---- | - | - | - | - | -- | -- | --- |
| 1°   | India         | 12   | 7 | 5 | 2 | 0 | 25 | 8  | +17 |
| 2°   | Paesi Bassi   | 11   | 7 | 5 | 1 | 1 | 20 | 9  | +11 |
| 3°   | Gran Bretagna | 9    | 7 | 4 | 1 | 2 | 15 | 10 | +5  |
| 4°   | Australia     | 8    | 7 | 3 | 2 | 2 | 18 | 8  | +10 |
| 5°   | Nuova Zelanda | 7    | 7 | 2 | 3 | 2 | 16 | 11 | +5  |
| 6°   | Polonia       | 6    | 7 | 2 | 2 | 3 | 12 | 12 | 0   |
| 7°   | Kenya         | 3    | 7 | 1 | 1 | 5 | 8  | 17 | -9  |
| 8°   | Messico       | 0    | 7 | 0 | 0 | 7 | 1  | 40 | -39 |

### Semifinali 5º posto
| Monaco di Baviera 7 settembre 1972 | Australia | 2 – 1 (1-0) | Malaysia |  |

| Monaco di Baviera 7 settembre 1972 | Gran Bretagna | 2 – 0 (1-0) | Spagna |  |

### Semifinali 1º posto
| Monaco di Baviera 7 settembre 1972 | Germania Ovest | 3 – 0 (1-0) | Paesi Bassi |  |

| Monaco di Baviera 7 settembre 1972 | Pakistan | 2 – 0 (2-0) | India |  |

### Finale 15º posto
| Monaco di Baviera 7 settembre 1972 | Uganda | 4 – 1 (1-1) | Messico |  |

### Finale 13º posto
| Monaco di Baviera 7 settembre 1972 | Kenya | 1 – 0 (d.1t.s.) (0-0 0-0) | Argentina |  |

### Finale 11º posto
| Monaco di Baviera 8 settembre 1972 | Polonia | 7 – 4 (d.1t.s.) (1-2 4-4) | Francia |  |

### Finale 9º posto
| Monaco di Baviera 8 settembre 1972 | Nuova Zelanda | 2 – 1 (0-0) | Belgio |  |

### Finale 7º posto
| Monaco di Baviera 9 settembre 1972 | Spagna | 2 – 1 (2-0) | Malaysia |  |

### Finale 5º posto
| Monaco di Baviera 9 settembre 1972 | Australia | 2 – 1 (d.1t.s.) (0-0 1-1) | Regno Unito |  |

### Finale 3º posto
| Monaco di Baviera 10 settembre 1972                                                   | India     | 2 – 1 (1-1 0-0) | Paesi Bassi |  |
| \| \| \| \| \| Billimogaputtaswamy 15’ Mukhbain 70’ \| Marcatori \| Ties Kruize 6’ \| |           |                 |             |  |
|                                                                                       |           |                 |             |  |
| Billimogaputtaswamy 15’ Mukhbain 70’                                                  | Marcatori | Ties Kruize 6’  |             |  |

### Finale 1º posto
| Monaco di Baviera 10 settembre 1972                  | Germania Ovest | 1 – 0 (0-0) | Pakistan |  |
| \| \| \| \| \| Michael Krause 60’ \| Marcatori \| \| |                |             |          |  |
|                                                      |                |             |          |  |
| Michael Krause 60’                                   | Marcatori      |             |          |  |

## Podio
| Evento                   | Oro | Argento | Bronzo |
| Hockey su prato maschile | Germania Ovest Wolfgang Baumgart Horst Dröse Dieter Freise Werner Kaessmann Carsten Keller Detlev Kittstein Ulrich Klaes Peter Kraus Michael Krause Michael Peter Wolfgang Rott Fritz Schmidt Rainer Seifert Wolfgang Strodter Eckart Suhl Eduard Thelen Peter Trump Ulrich Vos | Pakistan Rashid Abdul Akhtar Rasool Ul Akhtar Jahangir Butt Fazalur Rehman Islahuddin Siddique Muhammad Asad Malik Shahnaz Sheikh Munawwaruz Zaman Ahmad Riaz Saeed Anwar Saleem Sherwani Iftikar Syed Mudassar Syed Zahid Sheikh | India B. P. Govinda Charles Cornelius Manuel Frederick Michael Kindo Ashok Kumar M. P. Ganesh Krishnamurty Perumal Ajitpal Singh Harbinder Singh Harcharan Singh Harmik Singh Kulwant Singh Mukhbain Singh Virinder Singh |